# Thiiran
Thiiran, thường được gọi là ethylen sulfide, là hợp chất hóa học mạch vòng với công thức C2H4S. Nó là hợp chất dị vòng chứa lưu huỳnh nhỏ nhất và là episulfide đơn giản nhất. Cũng giống như nhiều hợp chất hữu cơ khác của lưu huỳnh, thiiran có mùi rất khó chịu.

## Cấu tạo phân tử
Theo nhiễu xạ điện tử, khoảng cách CC và CS trong thiiran lần lượt là 1,473 và 1,811 Å. Các góc CCS và CSC lần lượt là 66,0 và 48,0°.